# ماركوس لوبيز (لاعب كرة قدم)
ماركوس لوبيز (بالإسبانية: Marcos Johan López)‏ هو لاعب كرة قدم بيروفي، ولد في 2 نوفمبر 1999 في ليما في بيرو. لعب مع سان خوسيه إيرثكويكس.

## وصلات خارجية
- ماركوس لوبيز على موقع الاتحاد الأوربي (الإنجليزية)
- ماركوس لوبيز على موقع الدوري الأمريكي (الإنجليزية)
- ماركوس لوبيز على موقع قاعدة بيانات كرة القدم.إي يو (الإنجليزية)
- ماركوس لوبيز على موقع ناشيونال فوتبول تيمز (الإنجليزية)
- ماركوس لوبيز على موقع Soccerway.com (الإنجليزية)
- ماركوس لوبيز على موقع عالم كرة القدم.نت (الإنجليزية)